# هجوم نتيف عشرة
هجوم نتيف عشرة هو هجوم نفذته حركة حماس صباح يوم 7 أكتوبر 2023 على نتيف عشرة، وهي مستوطنة إسرائيلية بالقرب من الحاجز الإسرائيلي على قطاع غزة، كجزء من الهجوم مفاجئ على إسرائيل والمعروف باسم عملية طوفان الأقصى. نشرت البلدة أسماء 15 من السكان الذين قتلوا في الهجوم ومن بينهم أفراد من نفس العائلة.

## الخلفية
نتيف عشرة، هي -موشاف "مستوطنة زراعية"- تأسست عام 1982، وتضم 900 نسمة. بعد الانسحاب الإسرائيلي من غزة عام 2005، أصبحت نتيف عشرة أقرب مجتمع إسرائيلي إلى قطاع غزة، حيث تبعد 400 متر فقط عن حافة مدينة بيت لاهيا الفلسطينية. تعرّضت المستوطنة لهجمات مدفعية مستمرة، بما في ذلك صواريخ القسام والكاتيوشا وقذائف الهاون. في عام 2007، حاولت لجان المقاومة الشعبية الاختراق، مما أدى إلى مقتل مهاجمين على أيدي الجيش الإسرائيلي.

## الهجوم
في صباح يوم 7 أكتوبر، خلال عيد بهجة التوراة، اخترق مسلحون من حركة حماس مستوطنة نتيف عشرة القريبة من شمال قطاع غزة، باستخدام المظلات، وانتقلوا من منزل إلى منزل، وقتلوا 15 من سكان القرية، وأصابوا العديد من الآخرين. بعض القتلى كانوا من أفراد نفس العائلة، مثل عائلة فاكس، عائلة مولكو، وعائلة أكوني. بعض القتلى كانوا من فرقة الاستعداد في المستوطنة. في مرحلة ما انقطعت الكهرباء عن المستوطنة، وأُغلق الناس في غرف الملاجئ دون كهرباء.